# Elvira Apperti Orsini
Elvira Apperti - Orsini (Alvignano, 15 giugno 1881 – Roma, 1958) è stata una scrittrice, poetessa e giornalista italiana attiva nella prima metà del '900.

## Biografia
Appartenente alla famiglia dei baroni Apperti, ricchi possidenti francesi (in origine il cognome era Appert), studiò nell'esclusivo collegio di Capua. Sposò nel 1910 il professor Francesco Orsini (1881-1924), letterato e giornalista, da cui ebbe 5 figli.
È nipote del pittore Domenico Morelli (Napoli, 1826-1901).
Come giornalista collaborò con numerosi giornali e riviste letterarie dell'epoca tra cui "Il Giorno" politico letterario de "Il Mattino" di Napoli e "Popsis" (rivista artistica letteraria Roma).

## Produzione letteraria
Notevole la sua produzione letteraria di chiara impostazione verista.
I suoi racconti sono stati recentemente recuperati nelle scuole americane quale testimonianza della produzione letteraria italiana.
"Ha cantato e descritto la ridente e natia Campania e in linee scultoree ha fissato la vita combattuta degli abitanti e le possenti lotte economiche e sociali. Nei libri della Nostra vedi profusa una forte dose di filosofia: la sua tavolozza è ricca di tutte quelle qualità di intuizione, di espressione e di meditazione che compongono l'ingegno eletto di colui o colei che sa creare.".
"Questa valorosa scrittrice è, insieme con Grazia Deledda, una delle più forti descrittrici di vita regionale, che ha in sé tanto fascino e caratteristiche così spiccate e diverse".

## Opere
- "Le orgogliose", romanzo, casa editrice Salvatore Marino, Caserta, 1910.
- "Sull'Altura (dal diario di una maestra di stato....)", romanzo, Edizione Marino, Caserta 1911.
- "Mio figlio", romanzo, Edizione Marino, Caserta.
- "Vegliando ...", romanzo, Edizione Marino, Caserta 1911.
- "Piccoli", romanzo, Edizione Marino, Caserta .
- "Il cavaliere della plutocrazia", romanzo, appendice del "Labaro di Milano".
- "Piccole Conferenze",romanzo, editore Ferd. Bideri, Napoli.
- "Orizzonti Nuovi", libro di lettura, editore Emilio Di Nardo, Napoli, Società Tipografica Napoletana, 1921.
- "Ronzio di vespa", romanzo, editore Ferd. Bideri, Napoli, 1925.
- "La vincitrice del concorso comunale", romanzo, editore Ferd. Bideri, Napoli, .
- "I œfigli della lupa" : Inno. Versi di Elvira Apperti, Autore Antonio Cece(1907-1971), Pubblicazione Milano-Napoli Geni, 1935.
- "La fonte Stregata", dramma in tre atti
- "la strada", romanzo
- "Il terrigeno Pad", romanzo
- "Poesie", raccolta
- "Il pianto nel canto", romanzo